# Manuel Agramonte Porro
Manuel Agramonte Porro (Puerto Príncipe, Camagüey, Cuba, el 14 de octubre de 1824-Ibídem, fecha desconocida) fue un terrateniente y militar cubano del siglo XIX. 

## Orígenes y primeros años
Manuel Agramonte Porro nació en la importante ciudad de Puerto Príncipe, actual Camagüey, Cuba, el 14 de octubre de 1824. Miembro de una extensa familia adinerada de terratenientes de la región. 
Como miembro de la familia Agramonte, Manuel se involucró en las diversas conspiraciones independentistas que, por aquel entonces, pululaban en la isla contra la dominación española. 

## Guerra de los Diez Años
El 10 de octubre de 1868, ocurrió el Grito de Yara, el estallido de la Guerra de los Diez Años (1868-1878), primera guerra por la independencia de Cuba. 
Los camagüeyanos se levantaron en armas el 4 de noviembre de ese mismo año, durante el Alzamiento de las Clavellinas. Manuel Agramonte Porro fue uno de los sublevados, junto a varios miembros de su familia. 
En abril de 1869, tras la Asamblea de Guáimaro, se decidió reestructurar el Ejército Mambí. En dicha reestructuración, Manuel Agramonte fue nombrado Coronel y quedó como Jefe de la “Brigada de Caoanao”, de la “División de Camagüey”. 
Tomó parte en varios combates, durante los primeros años de la guerra, algunos de ellos bajo el mando de su pariente, el Mayor general Ignacio Agramonte.

## Traición y muerte
Fue ascendido a General de Brigada (Brigadier), el 26 de enero de 1872. Sin embargo, traicionó la causa independentista algún tiempo después. Depuso las armas ante las autoridades coloniales españolas. 
En mayo de 1873, al morir en combate Ignacio Agramonte, su cadáver fue llevado por el enemigo hasta la ciudad de Puerto Príncipe, donde lo exhibieron como trofeo de guerra. Manuel Agramonte Porro fue uno de los familiares convocados por las autoridades coloniales españolas para identificar el cuerpo. 
Manuel Agramonte Porro falleció en su ciudad natal en fecha desconocida. Su hijo, José María Agramonte Varona, murió en combate en la Guerra Necesaria (1895-1898), siendo Capitán del Ejército Mambí. 